# 포두고등학교
포두고등학교는 전라남도 고흥군 포두면에 있었던 고등학교이다.

## 학교 연혁
- 1985년 3월 1일: 개교
- 1994년 2월 28일: 폐교[1]